# Pinus culminicola
Pinus culminicola là một loài thực vật hạt trần trong họ Thông. Loài này được Andresen & Beaman miêu tả khoa học đầu tiên năm 1961.